# Howard Saul Becker
Howard Saul Becker   (Chicago, 18 d'abril de 1928 - San Francisco, 16 d'agost de 2023) fou un sociòleg estatunidenc llienciat a la Northwestern University als EUA. Becker feu contribucions importants dins l'àmbit de la sociologia com ara sobre la desviació, l'art o la música. Becker també ha escrit extensament sobre metodologia. El seu treball Outsiders, publicat l'any 1963, va fornir les bases per a la teoria de l'etiquetatge. El sociòleg ha estat freqüentment associat a l'interaccionisme simbòlic o al construccionisme social, malgrat que no se sent alineat a cap dels dos corrents. Format per la Universitat de Xicago, Becker és considerat el pare de la Segona Escola de Xicago, la qual inclou sociòlegs com ara Erving Goffman i Anselm Strauss.

## Biografia

### Infància i educació
Howard Saul Becker va néixer en 18 d'abril del 1928 a Xicago (EUA). És fill d'Allan Becker (2 d'abril del 1902-27 de març del 1988) i Donna Becker (Bertha Goldberg; 31 de desembre del 1904-1997). El seu besavi, Gershon Movsha Becker, va emigrar de Lituània cap als EUA. Becker comença a tocar piano de ben xicotet i als 15 anys ja pot treballar com a pianista en bars i locals nocturns. Més endavant s'unix a la banda del campus de la Northwestern University. Segons Becker, va aconseguir treballar semi-professionalment per culpa de la Segona Guerra Mundial i pel fet que la majoria de músics amb més de 18 anys foren allistats a l'exèrcit. És a través del seu treball com a músic que Becker és exposat a les drogues, les quals estudiarà més endavant.
El sociòleg rep el seu títol a la Universitat de Xicago l'any 1946. Com a estudiant, Becker va continuar tocant el piano com a amateur. D'acord amb Becker, la música havia de ser la seua carrera i la sociologia una simple afició. Malgrat això, continua els estudis fins a fer-se amb el doctorat, el en qual escriu sobre el professorat de l'Escola de Xicago. Becker i els seus col·legues, com ara Erving Goffman i Anselm Strauss, enceten la Segona Escola de Sociologia de Xicago.
L'Escola de Sociologia de Xicago va centrar-se en l'anàlisi de dades qualitatives mentre treballa a la ciutat de Xicago en laboratori. Part dels treballs de Becker seguixen la tradició de l'Escola de Xicago, en particular d'Everett C. Hughes, el qual en va ser mentor i conseller. És associat ben sovint a l'interaccionisme simbòlic, però no s'accepta pas esta associació. Diu sentir-se dins la línia acadèmica de George Simmel, Robert E. Park i Everet Hughes.
Després de rebre el doctorat als 23 anys, estudia a l'Institute for Juvenile Research. Més avant és premiat per la Fundació Ford amb una borsa per a fer recerca a la Universitat d'Illinois. Treball que durà a terme entre l'any 1953 i 1955. Després d'això passa tres anys com a científic associat a l'Institut per a l'Estudi dels Problemes Humans de la Universitat Stanford. Tot seguit s'inicia com a docent.

### Carrera com a docent
De seguit al doctorat, Becker començar a treballar durant tres anys com a professor en sociologia i ciències socials a la Universitat de Chicago. L'any 1965 es torna professor de sociologia per a la Northwestern University, càrrec que ocupa fins a l'any 1991. Durant la seua estada a Northwestern, també treballa com aprofessor esporàdic a la Universitat de Manchester i al Museu Nacional de Rio de Janeiro. L'any 1996 és professor adjunt de música a la Universitat de Washington fins que es retira l'any 1999.

### Jubilació
Becker residix actualment a San Francisco, Califòrnia. Passa de tres a quatre mesos per any a Europa, principalment a París. Tot i no donar classes a temps complet, Becker continua escrivint i enregistrant música.
L'any 2004 Alain Pessin analitza el treball i contribucions fetes per Becker a Un sociologue en liberté : lecture d'Howard S. Becker.

## Contribucions

### Sociologia de la desviació i teoria de l'etiquetatge
Malgrat que Becker no considere ser un especialista de la desviació, el seu treball sobre la desviació se cita freqüentment entre sociòlegs i criminòlegs. Outsider, publicat l'any 1963, conforma un dels primers treballs sobre teoria de l'etiquetatge i sobre l'estudi de la desviació. Becker hi desvetlla que la desviació és simplement una construcció social utilitzada per a persuadir el públic de témer i criminalitzar certs grups humans. Veritable compilació dels primers assaigs sobre l'assumpte, Outsiders explora les teories de la desviació mitjançant dos grups de desviats: consumidors de cànnabis i ballarins. Definix igualment la desviació "no pas com la qualitat dolenta d'una persona, però com el resultat de la definició negativa que hom atorga a algú altre" [trd.].
Becker és força conegut pel seu treball sobre les drogues, particularment els seus estudis sobre l'ús del cànnabis. Els capítols tercer i quart d'Outsiders, publicats originalment a l'American Journal of Sociology l'any 1953, examinen l'etiquetatge sobre persones consumidores de cànnabis. El treball en deu força a la lectura d'Alfred Lindesmith sobre el vici de l'opi. En tant que músic, Becker va experimentar en primera persona les drogues i gràcies a això aconseguix testimonis de primera mà. Als primers escrits el sociòleg fa veure com la droga conforma ací un rol d'aprenentatge i com crea mecanismes de control que servixen per a limitar l'ús de la droga, així com etiquetar-ne els consumidors.
Una altra contribució de Becker a la sociologia de la desviació va ser l'estudi de la cultura creada per una persona dita desviada. Ho fa amb l'observació de músics. Segons Becker els músics es contraposen als no-músics i això els enfortix i aïlla de manera que es crea una cultura diferent i qualificada per altris com a desviada. Encara dins la sociologia de la desviació, estudia les carreres desviades i, en el cas dels músics, Becker examina les conseqüències d'haver triat una ocupació de partida desviada. Este darrer estudi es va deure principalment a la lectura d'Everett Hughes.
En conjunt el seu treball sobre la desviació l'ha consolidat com un dels fundadors de la teoria de l'etiquetatge. Dita teoria es basa en la idea que un desviat social no és un individu inerentment marginat, però que s'hi torna perquè l'etiquetatge l'hi convertix. D'acord amb això, no tot individu etiquetat roman desviat, si bé que quan rep l'etiqueta, té punts per a tornar-s'hi. L'any 1973, el sociòleg torna a publicat Outsiders amb un capítol afegit on hi respon a crítiques que argumenten que la teoria de l'etiquetatge erra en fornir una explicació etiològica. Dins hi explica que la teoria no s'ha de prendre com un simple producte de la influència externa. La teoria, ans al contrari, pretén "focalitzar-se en la manera com l'etiqueta col·loca l'actor en circumstàncies que generen dificultats per a continuar les seues rutines normals i, d'esta forma, portar-lo a provocar actes considerats per la majoria d'anormals" [trd.].

### Sociologia de l'art
Per a Becker els treballs que s'havien realitzat abans d'ells en matèria de sociologia de l'art eren pobres i consistents en el seu gruix en judicis de valors validats per artistes específics. Ben al contrari dels treballs realitzats anteriorment, Becker aborta l'art com una acció col·lectiva i l'estudia com una ocupació.
Una de les principals contribucions de Becker en l'àmbit va ser la idea que l'art és el producte d'una acció col·lectiva. A Art Worlds, publicat l'any 1982, Becker hi fa veure com l'obra d'art es forma mitjançant la coordinació de diversos individus. Segons Becker, sense l'ajut de cada individu en la producció dels materials necessaris a la construcció de l'art, seria difícil, gairebé impossible, crear art. Becker també fa referència a la divisió del treball com a element que desenvolupa un paper important en la creació de l'obra d'art, en la mesura que el treball de molts individus entra dins la producció d'eines i rutines de l'artista. A més de les ferramentes necessàries per al procés de creació, Becker apunta o emfatitza sobre el paper del significat compartit en l'atribució del valor de l'art. Dit altrament, Becker considera que sense un enteniment comú del valor d'una obra, es fa difícil que esta tinga qualsevol ressonància social.
Endemés a Art Worlds, Becker va escriure diversos assajos sobre sociologia de l'art. Dos volums d'estos assajos han estat traduïts al francès; Paroles et Musique i Propos sur l'art. També, l'any 2006, Becker publica Art from Start fo Finish, una compilació d'assajos sociològics que aborden la qüestió de l'acabat final d'una obra per part d'un artista. Juntament amb els escrits, Becker impartix classes sobre sociologia de l'art.

### Epistemologia i metodologia
A més a més de les contribucions fetes en l''àmbit de la sociologia, Becker escriu llargament sobre el mètode emprat en sociologia. A Tricks of the Written, oferix consells a tota persona que estiga interessada en escriure sobre ciències socials. D'acord amb Becker, el llibre es compon d'informacions que va aprendre en el seminari que va passar a la Northwestern University. Entrevistat sobre l'assumpte, el sociòleg afirma que "una escriptura dolenta en sociologia no es pot separar pas dels problemes teòrics de la disciplina" [trd.]. Així, Becker aconsella als estudiants d'escriure amb un estil directe, tot evitant la veu passiva i els substantius abstractes.
A Tricks of the Trade, Becker esbossa les seues idees sobre el mètode de la sociologia. El llibre es concentra en la creença que és impossible establir un mètode de recerca independent de la situació d'ús. D'acord amb Becker, els principis d'una recerca social, que descriu al llibre, es basen principalment en allò que va aprendre dels seus professors i col·legues de la Universitat de Xicago. En este sentit, promou el recull sistemàtic de dades i l'anàlisi rigorós com a forma de donar sentit al món social.
A Telling about society, Becker arguïx que els texts socialment produïts poden ser una font valuosa d'informació sobre la societat que els va produir. Talment com va fer en treballs anteriors, Becker posa l'èmfasi en la importància d'estudiar les activitats i els processos que creen estos texts, en lloc d'estudiar-ne només els objectes.

## Reconeixements i premis
Becker ha rebut diversos premis en l'àmbit de la sociologia. Això inclou una borsa Guggenheim l'any 1978-1979, el Premi Charles Horton Cooley, concedit per la Societat per a l'Estudi de la Interacció Simbòlica, rebut l'any 1980; el premi Riquesa Comuna rebut l'any 1981; el premi Cooley/Mead de la Secció de Psicologia Social, concedit per l'American Sociological Association, rebut l'any 1985; el premi George Herbert Mead concedit per la Societat for the Study of Sumbolic Interaction, rebut l'any 1987; l'Award for a Carrer of Distinguish Scholarship de l'American Sociological Associaton, rebut l'any 1988. Paral·lelament rep títols honoraris de la Universitat de París VIII, la Universitat Pierre Mendes-France, la Universitat de Grenoble, la universitat de Rotterdam, de l'Escola Normal Superior de Letre et Science Humaines de Lió.

## Publicacions d'Howard S. Becker

### Llibres
- Boys in White: Student Culture in Medical School with Blanche Geer, Everett C. Hughes and Anselm Strauss (Xicago: University of Chicago Press, 1961). ISBN 978-0-87855-622-9
- The Other Side: Perspectives on Deviance. ed. Becker, Howard S. (Nova York:The Free Press, 1964). ISBN 0-02-902210-X
- Making the Grade: The Academic Side of College Life with Blanche Geer and Everett C. Hughes (Nova York: Wiley, 1968). ISBN 978-1-56000-807-1
- Sociological Work: Method and Substance. (Xicago: Adline, 1970) recull, inclou: "On Methodology" and "Field Work Evidence." ISBN 978-0-87855-630-4
- Outsiders: Studies in the Sociology of Deviance. (Nova York: The Free Press, 1963). ISBN 978-0-684-83635-5
- Exploring Society Photographically. (Mary & Leigh Block Gallery, 1981). ISBN 978-0-941-68000-4
- Art Worlds. (Berkeley: University of California Press, 1982). ISBN 978-0-520-25636-1
- Writing for Social Scientists. (Xicago: University of Chicago Press, 1986, Second Edition, 2007). ISBN 978-0-226-04132-2
- Doing Things Together: Selected Papers, (Evanston: Northwestern University Press, 1986). ISBN 978-0-8101-0723-6
- Tricks of the Trade: How to Think about Your Research While You're Doing It (Xicago: University of Chicago Press, 1998). ISBN 978-0-226-04124-7 Excerpt
- Telling About Society. (Xicago: University of Chicago Press, 2007). ISBN 978-0-226-04126-1
- Do You Know . . . ? The Jazz Repertoire in Action (Xicago: University of Chicago Press, 2009), amb Robert R. Faulkner. ISBN 978-0-226-23921-7 Excerpt.
- Thinking Together: An E-mail Exchange and All That Jazz (Los Àngeles: USC Annenberg Press, 2013), amb Robert R. Faulkner. ISBN 978-1-62517203-7
- What About Mozart? What About Murder? (Xicago: University of Chicago Press, 2015). ISBN 978-0-226-16635-3
- Evidence (Xicago: University of Chicago Press, 2017). ISBN 978-0-226-46637-8
- Qu'est-ce qu'un cas? Explorer les fondements de l'enquête en sciences sociales (Basel: Schwabe, 2021), amb Charles C. Ragin. ISBN 978-3-7965-4173-5

### Articles
1951–1994
- "The Professional Dance Musician and his Audience," American Journal of Sociology 57:2 (September 1951), p.136–144
- "La Confusion de Valeurs," p.11–28 amb Jean-Claude Passeron, ed., L’art de la recherche: Melanges, París: La Documentation Française, 1994.
- "Professionalism in Sociology: The Case of C. Wright Mills," p.175–87 dins The Democratic Imagination: Dialogues on the Work of Irving Louis Horowitz, New Brunswick: Transaction Books, 1994.
- "American Popular Song," pp.9–18 a Ton Bevers, dins, Artists—Dealers—Consumers: On the Social World of Art, Hilversum: Verloren, 1994.
- "Children’s Conceptions of Money: Concepts and Social Organization," dins Social Organization and Social Process, David Maines, ed., Aldine Publishing Co., 1991, pp.45–57.
- "Consciousness, Power and Drug Effects," Society, 10 (May, 1973) p.26-31. N'existix una versió més extensa a The Journal of Psychedelic Drugs, 6 (Gener-març, 1974) pp.67–76

1995–2004
- "Visual Evidence: A Seventh Man, the Specified Generalization, and the Work of the Reader" Visual Studies, (2002) 17, p.3–11.
- "Studying the New Media," Qualitative Sociology 25 (3), 2002, p.337–43
- "Les drogues: que sont-elles?," p.11–20 ed., Qu’est-ce qu’une drogue?, Anglet: Atlantica, 2001)
- "The Etiquette of Improvisation ," Mind, Culture, and Activity, 7 (2000), p.171–76 and 197–200.
- "The Chicago School, So-Called," Qualitative Sociology, 22 (1), 1999, p.3–12.
- "Talks Between Teachers," (ambShirah Hecht), Qualitative Sociology, 20 (1997), p.565–79.
- "Hypertext Fiction," p.67–81 in M. Lourdes Lima dos Santos, Cultura & Economia, Lisboa: Edicões do Instituto de Ciências Sociais, 1995.
- "The Power of Inertia," Qualitative Sociology 18 (1995), p.301–309.

2004–2007
- "ASA Convention," Social Psychology Quarterly, (2007) 4, p. cover, 1–2.
- "How we deal with the people we study: ‘The Last Seminar’ revisited," p. 26–36 dins David Downes, et al. eds., Crime, Social Control and Human Rights, Cullompton: Willan Publishing, 2007
- "The Jazz Repertoire." Enonciation artistique et socialité. Publicat per Jean-Philippe Uzel (Harmattan: Paris 2006), p.243–51.
- "The Lay Referral System: The Problem of Professional Power," Knowledge, Work and Society, (2006) 4, p.65–76.
- "A Dialogue on the Ideas of ‘World’ i ‘Field’ with Alain Pessin," Sociological Forum, 21 (2006), p. 275–86.
- "The Jazz Repertoire," amb Robert R. Faulkner, Sociologie de l'art (2005), p.15–24.
- "Inventer chemin faisant: comment j’ai écrit Les mondes de l’art" p.57–73 dins Daniel Mercure, ed., L’analyse du social: Les modes d’explication, Quebec: Les Presses de l’Université Laval, 2005.
- "Jazz Places," p.17–27 dins Andy Bennett and Richard A. Peterson, eds., Music Scenes: Local, Translocal, and Virtual, Nashville: Vanderbilt University Press, 2004

2008–present
- "Learning to Observe in Chicago", dins Le goût de l'observation (Paris: La Découverte, 2009), p.60–61, 76-77 i 126-27.
- "Twenty Three Thoughts About Youth". La marque jeune, publicat per Marc-Olivier Gonseth, Yann Laville and Grégoire Mayor (Neuchâtel: Musée d'ethnographieNeuchâtel).
- "Studying Something You Are Part of: The View From the Bandstand", Ethnologie Française, XXXVIII (2008), p.15–21.